# Leucodonta bicolor
Leucodonta bicolor är en fjärilsart som beskrevs av Johann Wilhelm Meigen 1830. Leucodonta bicolor ingår i släktet Leucodonta och familjen tandspinnare. Inga underarter finns listade i Catalogue of Life.